# Rose Bâ
Rose Bâ, née à Adjamé, est une auteure-compositrice et chanteuse ivoirienne. À travers ses albums, elle explore un large éventail de genres musicaux, notamment l'afro-funk (d), l'afro-zouk, le zouglou, le soukouss, l'afro-reggae, ainsi que le folklore du peuple Wê. Elle a à son actif quatre albums.

## Biographie
Rose Bâ est née à Adjamé, d’un père agent des forces de l’ordre et d’une mère chanteuse traditionnelle. Elle a commencé à chanter dès son plus jeune âge dans une chorale. Elle a été remarquée pour sa voix lors d'une émission à la télévision ivoirienne où elle a été sélectionnée parmi les plus belles voix. Après avoir été choriste au sein de l’Orchestre National de la Côte d’Ivoire, elle se lance dans une carrière solo, après avoir également travaillé comme mannequin et secrétaire,. Dans les années 1980, elle concrétise plusieurs projets musicaux, dont Gnon Sanhon - Néémaléwé (sorti en 1987), un album qui mélange l'afro-funk, l'afro-zouk, le zouglou, le soukouss, l'afro-reggae et le folklore du peuple Wê,. Rose a à son actif quatre albums.

## Reconnaissance musicale
L'artiste Suspect 95 à travers son single intitulé ROSE BA. (sorti en avril 2024), utilise un sample du titre Adjéké pour rendre hommage à la chanteuse Rose Bâ.

## Discographie

### Albums

#### Gnon Sanhon - Néémaléwé[5]
- Gnon Sanhon
- Sénasonon
- Néémaléwé
- Boho

#### Rose Ba[6]
- Manéan
- Héritage Génétique
- Hommage A Gbohou
- Djouho Dohou
- Adjéké
- Ablié

#### Neï[7]
- Zebaï Amouléké
- Neï
- Oyébossié
- Le Belier
- Guéyé Konguin
- Bosseéblé

#### Africa Zimbabwe / Goulon Wa Sé[8]
- Africa Zimbabwe
- Datié Gnonon
- Goulon Wa Sé
- Jalousie
- A Bonséa